# Місків Володимир Володимирович
Володимир Володимирович Місків (1993—2024) — старший сержант Збройних сил України, учасник російсько-української війни. Повний кавалер ордена «За мужність».

## Життєпис
Народився 22 серпня 1993 року в селі Виноградівка Кіровоградської області. Закінчив місцеву школу, потім вступив до професійно-технічного училища №32 в місті Бобринець.
У 2013 році почав військову службу за контрактом. Брав участь в АТО/ООС на території Донецької та Луганської області.
З початком повномасштабного вторгнення продовжив службу. Обіймав посаду заступника командира групи спеціального призначення.
Загинув 28 жовтня 2024 року під час виконання бойового завдання в районі Костянтинопольського Покровського району Донецької області.

## Нагороди
- Орден «За мужність» I ступеня (23 лютого 2024) — за особисту мужність, виявлену у захисті державного суверенітету та територіальної цілісності України, самовіддане виконання військового обов'язку[2].
- Орден «За мужність» II ступеня (31 серпня 2022) — за особисту мужність і самовіддані дії, виявлені у захисті державного суверенітету та територіальної цілісності України, вірність військовій присязі[3].
- Орден «За мужність» III ступеня (27 лютого 2017) — за особисту мужність, виявлену у захисті державного суверенітету та територіальної цілісності України, самовіддане виконання військового обов'язку[4].
- Відзнака Президента України Хрест Бойових заслуг (14 січня 2025, посмертно) — за особисту мужність, виявлену у захисті державного суверенітету та територіальної цілісності України, самовіддане виконання військового обов'язку[5].
- відзнака Президента України «За участь в антитерористичній операції».
- нагрудні знаки «За взірцевість у військовій службі» І, ІІ та ІІІ ступенів.
- нагрудний знак «Об'єднані сили».
- нагрудний знак «Учасник АТО».
- відзнака командувача об'єднаних сил «Козацький Хрест» І ступеня.
- медаль «За жертовність і любов до України».
- відзнака Кіровоградської області «За мужність і відвагу».
- волонтерська відзнака «Срібний вовкулака».